# Classe B (cacciatorpediniere 1930)
La classe B è stata una classe di nove cacciatorpediniere della Royal Navy britannica, ordinata nei Preventivi navali del 1928, varata nel 1930 ed entrata in servizio nel 1931. Progettualmente era simile alla precedente classe A, con solo delle modifiche minori. Le unità servirono intensamente durante la seconda guerra mondiale durante la quale cinque vennero affondate in combattimento. La Blanche ebbe lo sfortunato primato di essere il primo cacciatorpediniere britannico perso durante il conflitto, essendo affondata nell'estuario del Tamigi dopo aver colpito una mina magnetica il 13 novembre 1939.

## Progetto
La differenza principale tra la Classe B e la precedente Classe A era la mancanza dell'equipaggiamento dragamine sostituito nella nuova classe da un sistema sonar e da lanciatori per cariche di profondità, vista la necessità di unità attrezzate per la caccia ai sottomarini.
A differenza della classe A, la capoflottiglia Keith venne costruita su uno scafo uguale a quello delle sorelle, evitando i problemi del capoflottiglia Codrington, dimostratosi tatticamente incompatibile con le navi della flottiglia essendo più rapida di diversi nodi e avendo un raggio tattico più ampio. Come risultato la Keith era troppo piccola per accogliere l'intero staff del Capitano di Flottiglia e la Blanche venne attrezzata in maniera simile per trasportare il personale in eccesso.

## Modifiche
Le prime modifiche applicate alle navi in periodo bellico furono la rimozione del sistema lanciasiluri di poppa e la sostituzione con un cannone antiaereo da 76 mm. Come le unità più obsolete, le navi della classe vennero via via trasferite a compiti di scorta ai convogli con l'ingresso in servizio di unità più moderne e potentemente armate. Venne anche rimosso l'albero principale per aumentare il brandeggio dei pezzi. Il cannone Y venne eliminato per aumentare la capienza di bombe di profondità e relativi lanciatori. Appena divenne disponibile venne installato su alcune unità il radar Type 286 per l'individuazione di sottomarini nemici. L'apparecchiatura aveva un'antenna fissa puntata a prua, costringendo la nave a virare per esaminare aree differenti.
In seguito nelle navi sopravvissute il cannone da 76 mm venne rimosso per aumentare ulteriormente il numero di cariche di profondità. I cannoni Vickers-Armstrong vennero sostituiti da pezzi da 20 mm Oerlikon, che vennero installati anche al posto della luce di ricerca. La Bulldog ricevette anche ulteriori due pezzi, giungendo quindi ad avere 6 cannoni Oerlikon. La Beagle, la Brilliant e la Bulldog ricevettero in seguito un sistema radar più avanzato, il Type 271 ad onde centimetriche che includeva le migliorie tecnologiche del magnetron e del Plan position indicator. Con queste nuove apparecchiature le navi potevano individuare anche il periscopio di un sottomarino. La Bulldog e la Beagle persero anche il cannone A per fare spazio ad una installazione antisommergibile Hedgehog. Nel 1944 la Bulldog ricevette anche un cannone da 40 mm a prua per contrastare la minaccia delle Schnellboot.

## Navi
- Keith, costruita nei cantieri Vickers-Armstrongs di Barrow-in-Furness, varata il 10 luglio 1930, affondata da uno Stuka al largo di Dunkerque il 1º giugno 1940.
- Basilisk, costruita nei cantieri John Brown & Company di Clydebank, varata il 6 agosto 1930, affondata da uno Stuka al largo di Dunkerque il 1º giugno 1940.
- Beagle, costruita nei cantieri John Brown, varata il 29 settembre 1930 e demolita nel 1946.
- Blanche, costruita nei cantieri Hawthorn Leslie and Company di Hebburn, varata il 29 maggio 1930 e affondata da una mina il 13 novembre 1939.
- Boadicea, costruita nei cantieri Hawthorn Leslie, varata il 23 settembre 1930, affondata da un attacco aereo al largo dell'isola di Portland il 13 giugno 1944.
- Boreas, costruita nei cantieri Palmers Shipbuilding and Iron Company di Jarrow, varata il 18 luglio 1930, prestata alla Grecia nel 1944 e rinominata Salamis.
- Brazen, costruita nei cantieri Palmers, varata il 25 luglio 1930 e affondata da un attacco aereo al largo di Dover il 20 luglio 1940.
- Brilliant, costruita nei cantieri Swan Hunter di Wallsend, varata il 9 ottobre 1930 e demolita nel 1947.
- Bulldog, costruita nei cantieri Swan Hunter, varata il 6 dicembre 1930 e demolita nel gennaio 1946.